# Wybory parlamentarne na Litwie w 1936 roku
Wybory parlamentarne na Litwie w 1936 roku odbyły się 9 i 10 czerwca 1936. Miały na celu wybór posłów do Sejmu IV kadencji. 

## Historia
Decyzja o rozpisaniu wyborów zapadła na wiosnę 1936. Odpowiednią ustawę podpisaną przez prezydenta Smetonę ogłoszono 9 maja 1936 w kowieńskich "Wiadomościach Urzędowych". Czynne i bierne prawo przysługiwało tym samym osobom co w wyborach z 1926 roku, jednak zmienił się system wyłaniania kandydatów: nominowały ich zdominowane przez tautininków rady powiatowe. Głosowanie było obowiązkowe, jednak wg oficjalnych danych wzięło w nim udział ok. 68% obywateli. 
29 maja upłynął termin zgłaszania kandydatur. Ostatecznie samorządy wytypowały 147 reprezentantów, którzy wystartowali w 28 okręgach wyborczych. Po raz pierwszy posłów wybierano metodą większościową. 
Wśród 49 posłów znalazło się 46 Litwinów i 3 Niemców reprezentujących Okręg Kłajpedy (Niemcy zasiadali w Sejmie do 22 marca 1939). W parlamencie nie były reprezentowane kobiety. 42 posłów należało do Związku Litewskich Narodowców. 7 posłow było związanych z ugrupowaniem Młoda Litwa. 
Pierwsze posiedzenie Sejmu odbyło się 1 września 1936. Wybrano wówczas jego prezydium: marszałka Konstantinasa Šakenisa, dwóch wicemarszałków (Juliusa Indrišiūnasa i Alfonsasa Gilvydisa) oraz dwóch sekretarzy sejmu. Za kandydaturą Šakenisa na przewodniczącego sejmu głosowało 33 posłów, 15 obecnych na sali oddało puste kartki, co odczytywano jako wyraz nieufności do rządzącego Litwą ZLN. 
Sejm IV kadencji uchwalił 11 lutego 1938 nową konstytucję, która cementowała autorytarny system w państwie litewskim.